# La Victoria (Tabasco)
La Victoria es una localidad del municipio de Centro ubicado en la subregión centro del estado mexicano de Tabasco. Con una altitud de 10 metros sobre el nivel del mar. La Victoria se localiza en la planicie costera del Golfo de México, en una región caracterizada por suelos aluviales y una red hidrográfica densa. Aunque no se encuentra directamente en la desembocadura del río Grijalva, está en las proximidades de este importante cauce fluvial, que atraviesa el estado de Tabasco y desemboca en el Golfo de México

## Geografía
La localidad de La Victoria se sitúa en las coordenadas geográficas 17°50′19″N 92°57′02″O / 17.838611, -92.950556, a una elevación de 10 metros sobre el nivel del mar.
El entorno natural de La Victoria está compuesto por suelos aluviales fértiles, característica típica de la región, y una red hidrográfica densa que incluye ríos, lagunas y humedales. Aunque no se encuentra directamente en la desembocadura del río Grijalva, está cerca de este importante cuerpo de agua que cruza Tabasco antes de desembocar en el Golfo de México. La región es conocida por su riqueza ecológica, formando parte del sistema de los Pantanos de Centla, una de las áreas de humedales más grandes de Mesoamérica, reconocida por su biodiversidad y su papel en la regulación hidrológica del área.
La Victoria colinda con otras localidades del municipio de Centro y tiene acceso a diversas vías de comunicación que conectan la comunidad con la capital estatal, Villahermosa, y con otros puntos importantes de la región. La proximidad al río Grijalva ha influido significativamente en las actividades económicas locales, como la agricultura y la pesca, que son fundamentales para los habitantes de la localidad. 

## Demografía
Según el Conteo de Población y Vivienda 2020, efectuado por el Instituto Nacional de Estadística y Geografía, la localidad de La Victoria tiene 220 habitantes, de los cuales 117 son del sexo masculino y 103 del sexo femenino. Su tasa de fecundidad es de 2.64 hijos por mujer y tiene 62 viviendas particulares habitadas.
| Gráfica de evolución demográfica de La Victoria entre 1940 y 2020 |
|                                                                   |
| INEGI.                                                            |